# Huancarani (distrito)
O distrito peruano de Huancarani é um dos 6 distritos da Província de Paucartambo, situada no Departamento de Cusco, pertenecente a Região de Cusco, Peru

## Transporte
O distrito de Huancarani é servido pela seguinte rodovia:
- CU-113, que liga o distrito de Kosñipata à cidade de Caicay
- CU-115, que liga o distrito de Ccatca à cidade [1][2][3]